# Гарибалд
Вижте пояснителната страница за други личности с името Гарибалд.
Гарибалд (Garibald) е за кратко време, още като дете, през 671 г. крал на лангобардите.

## Биография
Гарибалд е син на крал Гримоалд и неговата втора съпруга Теодората, дъщеря на крал Ариперт I и сестра на Перктарит, съперник за трона на Гримоалд. Перктарит, когато Гримоалд доста възрастен през 671 г. умира и Гарибалд става негов наследник, живее при франките и има много привърженици в Италия. Те го викат, през 661 – 662 г. е бил вече техен крал, отново в страната.
Гарибалд, точно 3 месеца на власт, е премахнат. Народното събрание избира с пълно множинство чичо му Перктарит като негов наследник.